# 일주서로
일주서로(Iljuseo-ro)는 제주특별자치도 서귀포시 법환동 서귀포시외버스터미널삼거리와 제주시 도두2동 신광사거리를 잇는 제주특별자치도의 도로이다. 일주도로란 별칭이 붙여진 지방도 제1132호선의 서쪽 구간이라는 의미로 이런 도로명이 붙여졌다.

## 역사
- 1977년 10월 6일 : 북제주군 한림읍 귀덕리 120m 구간 개통, 기존 110m 구간 폐지[1]
- 1980년 10월 30일 : 남제주군 중문면 회수리 ~ 색달리 3.2km 구간 개통, 기존 2.88km 구간 폐지[2]
- 1990년 8월 22일 : 도로명을 일주도로로 지정[3]
- 1996년 5월 20일 : 애월우회도로(북제주군 애월면 애월리) 1.8km 구간 개통, 기존 2.1km 구간 폐지[4]
- 1996년 6월 5일 : 하귀우회도로(북제주군 애월면 하귀리) 1.35km 구간, 고내우회도로(북제주군 애월면 고내리) 550m 구간 개통[5]
- 1999년 5월 1일 : 북제주군 한림읍 대림리 ~ 월령리 9.3km 구간 개통[6]
- 2000년 3월 22일 : 남제주군 안덕면 덕수리 ~ 화순리 2.5km 구간 개통[7]

## 주요 경유지
제주특별자치도
- 서귀포시 (법환동 · 강정동 · 도순동 · 하원동 · 대포동 · 회수동 · 중문동 · 색달동 · 상예동 · 안덕면 · 대정읍) - 제주시 (한경면 · 한림읍 · 애월읍 · 외도1동 · 외도2동 · 내도동 · 이호1동 · 이호2동 · 도두1동 · 노형동 · 연동 · 도두2동)

## 노선
전 구간 지방도 제1132호선에 속하므로 이 노선에 대한 별도 표기는 생략한다.
| 이름                           | 접속 노선                                           | 소재지          | 소재지                  | 비고            |
| 일주동로와 직결                | 일주동로와 직결                                     | 일주동로와 직결 | 일주동로와 직결         | 일주동로와 직결 |
| ------------------------------ | --------------------------------------------------- | --------------- | ----------------------- | --------------- |
| 서귀포시외버스터미널삼거리     | 월드컵로                                            | 서귀포시        | 대천동                  |                 |
| 용흥교                         |                                                     | 서귀포시        | 대천동                  |                 |
| 용흥동 교차로                  | 용흥로49번길                                        | 서귀포시        | 대천동                  |                 |
| 도순교                         |                                                     | 서귀포시        | 대천동                  |                 |
| 대천동주민센터                 | 도순로                                              | 서귀포시        | 대천동                  |                 |
| 하원동 교차로                  | 법화로 월평하원로                                   | 서귀포시        | 중문동                  |                 |
| 중문입구 교차로                | 천제연로                                            | 서귀포시        | 중문동                  |                 |
| 회수입구 교차로                | 지방도 제1139호선 (1100로)                          | 서귀포시        | 중문동                  |                 |
| 중문입구 교차로                | 중문로                                              | 서귀포시        | 중문동                  |                 |
| 제2천상교                      |                                                     | 서귀포시        | 중문동                  |                 |
| 예래동                         |                                                     | 서귀포시        |                         |                 |
| 관광단지입구 교차로            | 중문관광로                                          | 서귀포시        |                         |                 |
| 색달동                         | 색달중앙로                                          | 서귀포시        |                         |                 |
| 예래입구 교차로                | 예래로 천제연로                                     | 서귀포시        |                         |                 |
| 색달입구 교차로                | 색달로                                              | 서귀포시        |                         |                 |
| 상예동                         | 상예로                                              | 서귀포시        |                         |                 |
| 창천교                         |                                                     | 서귀포시        |                         |                 |
| 안덕면                         |                                                     | 서귀포시        |                         |                 |
| 창천삼거리                     | 지방도 제1116호선 (한창로)                          | 서귀포시        |                         |                 |
| 창천초교앞 교차로              | 창천중앙로                                          | 서귀포시        |                         |                 |
| 남당물동산 교차로              | 일주서로1388번길                                    | 서귀포시        |                         |                 |
| 감산입구 교차로                | 감천로 일주서로1434번길                             | 서귀포시        |                         |                 |
| 감산삼거리                     | 일주서로1488번길                                    | 서귀포시        |                         |                 |
| 안덕계곡삼거리                 | 대평감산로                                          | 서귀포시        |                         |                 |
| 화순삼거리                     | 화순로                                              | 서귀포시        |                         |                 |
| 화순리 교차로                  | 화순서동로 화순중앙로                               | 서귀포시        |                         |                 |
| (구 안덕119센터)               | 화순서서로                                          | 서귀포시        |                         |                 |
| 덕수삼거리                     | 화순로                                              | 서귀포시        |                         |                 |
| 덕수1 교차로                   | 덕수회관로                                          | 서귀포시        |                         |                 |
| 덕수2 교차로                   | 덕수회관로61번길 사계로114번길                      | 서귀포시        |                         |                 |
| 덕수초교앞 교차로              | 지방도 제1121호선 (덕수서로) (사계로)               | 서귀포시        |                         |                 |
| 안성 교차로                    | 지방도 제1135호선 (평화로) 추사로                   | 서귀포시        | 대정읍                  |                 |
| 추사 교차로                    | 추사로                                              | 서귀포시        | 대정읍                  |                 |
| 보성초교입구 교차로            | 상모인성로 추사로55번길                             | 서귀포시        | 대정읍                  |                 |
| 상모1 교차로                   | 송악관광로                                          | 서귀포시        | 대정읍                  |                 |
| 대정고 교차로                  | 일주서로2498번길                                    | 서귀포시        | 대정읍                  |                 |
| 상모2 교차로                   | 상모대서로                                          | 서귀포시        | 대정읍                  |                 |
| 대정여고앞 교차로              | 하모중앙로                                          | 서귀포시        | 대정읍                  |                 |
| 동일 교차로                    | 지방도 제1120호선 (대한로)                          | 서귀포시        | 대정읍                  |                 |
| 일과1 교차로                   | 암반수마농로                                        | 서귀포시        | 대정읍                  |                 |
| 일과2 교차로                   | 동일하모로 암반수마농로55번길                       | 서귀포시        | 대정읍                  |                 |
| 대수동 교차로                  | 일과대수로                                          | 서귀포시        | 대정읍                  |                 |
| 서림수원지입구사거리           | 서림중앙로                                          | 서귀포시        | 대정읍                  |                 |
| 일과사거리                     | 노을해안로                                          | 서귀포시        | 대정읍                  |                 |
| 영락3 교차로                   | 삼통로 전세비로                                     | 서귀포시        | 대정읍                  |                 |
| 영락2 교차로                   | 영락중동로 영락하동로                               | 서귀포시        | 대정읍                  |                 |
| (구 영락초등학교 터) 영락교    |                                                     | 서귀포시        | 대정읍                  |                 |
| 영락1 교차로                   | 서삼중로                                            | 서귀포시        | 대정읍                  |                 |
| 무릉사장로 교차로              | 무릉사장로 무릉중앙로21번길                         | 서귀포시        | 대정읍                  |                 |
| 무릉중앙로 교차로              | 무릉중앙로                                          | 서귀포시        | 대정읍                  |                 |
| 신도1 교차로                   | 도원남로                                            | 서귀포시        | 대정읍                  |                 |
| 신도2 교차로                   | 도원로 서삼중로                                     | 서귀포시        | 대정읍                  |                 |
| 신도3 교차로                   | 도원중로 도원황토로                                 | 서귀포시        | 대정읍                  |                 |
| 고산4 교차로                   | 용고로                                              | 제주시          | 한경면                  |                 |
| 고산3 교차로                   | 칠전로                                              | 제주시          | 한경면                  |                 |
| (교량 명칭 미상)               |                                                     | 제주시          | 한경면                  |                 |
| 고산2 교차로                   | 고락로                                              | 제주시          | 한경면                  |                 |
| 고산1 교차로                   | 고조로                                              | 제주시          | 한경면                  |                 |
| 쑥구메 교차로                  | 고산로4길                                           | 제주시          | 한경면                  |                 |
| 용수 교차로                    | 용고로 용수1길                                      | 제주시          | 한경면                  |                 |
| 용당 교차로                    | 지방도 제1115호선 (용금로) 용당길                   | 제주시          | 한경면                  |                 |
| 신흥삼거리                     | 두신로                                              | 제주시          | 한경면                  |                 |
| 예올문화수련원 (구 신창중학교) |                                                     | 제주시          | 한경면                  |                 |
| 신창사거리                     | 신한로                                              | 제주시          | 한경면                  |                 |
| 두모삼거리                     | 두신로                                              | 제주시          | 한경면                  |                 |
| 판포삼거리                     | 판포4길                                             | 제주시          | 한경면                  |                 |
| (판포리 상동)                  | 판조로                                              | 제주시          | 한경면                  |                 |
| 월령교                         |                                                     | 제주시          | 한경면                  |                 |
| 한림읍                         |                                                     | 제주시          |                         |                 |
| 월령삼거리                     | 한림로                                              | 제주시          |                         |                 |
| 새못사거리                     | 홍수암로                                            | 제주시          |                         |                 |
| 금능사거리                     | 금능남로                                            | 제주시          |                         |                 |
| 협재사거리                     | 협재로                                              | 제주시          |                         |                 |
| 명월사거리                     | 월계로                                              | 제주시          |                         |                 |
| 명월 교차로                    | 지방도 제1120호선 (명월성로)                        | 제주시          |                         |                 |
| 동명사거리                     | 지방도 제1116호선 (한림중앙로)                      | 제주시          |                         |                 |
| 강구 교차로                    | 강구로                                              | 제주시          |                         |                 |
| 한대교                         |                                                     | 제주시          |                         |                 |
| 대림사거리                     | 한수풀로                                            | 제주시          |                         |                 |
| 용운삼거리                     | 한림로                                              | 제주시          |                         |                 |
| 귀덕새마을금고앞 교차로        | 귀덕5길 귀덕6길                                     | 제주시          |                         |                 |
| 귀덕1리 교차로                 | 한림해안로 귀덕8길                                  | 제주시          |                         |                 |
| 귀덕사거리                     | 귀덕로 귀덕13길                                     | 제주시          |                         |                 |
| 금성교                         |                                                     | 제주시          |                         |                 |
| 애월읍                         |                                                     | 제주시          |                         |                 |
| 금성사거리                     | 금성1길 금성2길                                     | 제주시          |                         |                 |
| 곽금초교앞 교차로              | 곽봉로 곽지1길                                      | 제주시          |                         |                 |
| 곽지사거리                     | 천덕로 곽지3길                                      | 제주시          |                         |                 |
| 애월입구삼거리                 | 애월로                                              | 제주시          |                         |                 |
| 애월사거리                     | 애원로                                              | 제주시          |                         |                 |
| 애월읍사무소 교차로            | 애월로                                              | 제주시          |                         |                 |
| 애월고교앞 교차로              |                                                     | 제주시          |                         |                 |
| 고내리 교차로                  | 고내로 고하상로                                     | 제주시          |                         |                 |
| 자운당 교차로                  | 하가로 신엄1길                                      | 제주시          |                         |                 |
| 신엄 교차로                    | 신용로 신엄7길                                      | 제주시          |                         |                 |
| 구엄초교앞 교차로              | 엄장로                                              | 제주시          |                         |                 |
| 구엄 교차로                    | 애조로                                              | 제주시          |                         |                 |
| 구엄교                         |                                                     | 제주시          |                         |                 |
| 하귀입구 교차로                | 하귀로                                              | 제주시          |                         |                 |
| 봉좌교                         |                                                     | 제주시          |                         |                 |
| 가문동입구 교차로              | 애월해안로                                          | 제주시          | 서귀포 방향 진출만 가능 |                 |
| 봉천2교                        |                                                     | 제주시          |                         |                 |
| 미수포구입구 교차로            | 하귀미수포길                                        | 제주시          |                         |                 |
| 미수2교                        |                                                     | 제주시          |                         |                 |
| 하귀입구 교차로                | 하광로 하귀로 하귀10길 하귀12길                     | 제주시          |                         |                 |
| 하귀교                         |                                                     | 제주시          |                         |                 |
| 큰구릉내 교차로                | 하귀9길                                             | 제주시          |                         |                 |
| 조부교                         |                                                     | 제주시          |                         |                 |
| 외도동                         |                                                     | 제주시          |                         |                 |
| (일우한란아파트)               | 우정로                                              | 제주시          |                         |                 |
| 외도교                         |                                                     | 제주시          |                         |                 |
| 이호테우해변입구 교차로        | 도리로 오광로                                       | 제주시          | 이호동                  |                 |
| 도두동입구 교차로              | 월랑로                                              | 제주시          | 도두동                  |                 |
| (제주민속오일장입구)           | 월광로                                              | 제주시          | 노형동                  |                 |
| 오일장 교차로                  | 남녕로 오일장동길                                   | 제주시          | 노형동                  |                 |
| 오일장 교차로                  | 남녕로 오일장동길                                   | 제주시          | 연동                    |                 |
| 사수교                         |                                                     | 제주시          |                         |                 |
| 신광사거리                     | 지방도 제1132호선 지방도 제1139호선 (도령로) 연삼로 | 제주시          |                         |                 |

## 주요 건물 및 시설
- 푸조시트로엥제주박물관 (제주특별자치도 서귀포시 일주서로 532)
- 중문카트체험장 (제주특별자치도 서귀포시 일주서로 1114)
- 중문에스피리조트 (제주특별자치도 서귀포시 일주서로 1222)
- 중문미로파크 (제주특별자치도 서귀포시 일주서로 1225-5)
- 건강과성박물관 (제주특별자치도 서귀포시 안덕면 일주서로 1611)
- 제주조각공원 (제주특별자치도 서귀포시 안덕면 일주서로 1836)
- 대정119센터 (제주특별자치도 서귀포시 대정읍 일주서로 2717)
- 용당리사무소 (제주특별자치도 제주시 한경면 일주서로 4117)
- 한경119센터 (제주특별자치도 제주시 한경면 일주서로 4218)
- 예올문화수련원 (구 신창중학교, 제주특별자치도 제주시 한경면 일주서로 4275)
- 서부하수종말처리장 (제주특별자치도 제주시 한경면 일주서로 4641)
- 제주발리리조트 (제주특별자치도 제주시 한림읍 일주서로 5083-5)
- 홍익제주호텔 (제주특별자치도 제주시 한림읍 일주서로 5125)
- 사동복지회관 (제주특별자치도 제주시 한림읍 일주서로 5830)
- 곽금초등학교 (제주특별자치도 제주시 애월읍 일주서로 6000)
- 애월읍사무소 (제주특별자치도 제주시 애월읍 일주서로 6322)
- 애월도서관 (제주특별자치도 제주시 애월읍 일주서로 6339)
- 애월체육관 (제주특별자치도 제주시 애월읍 일주서로 6349)
- 애월고등학교 (제주특별자치도 제주시 애월읍 일주서로 6372-20)
- 애월119센터 (제주특별자치도 제주시 애월읍 일주서로 6513)
- 신엄중학교 (제주특별자치도 제주시 애월읍 일주서로 6711)
- 구엄초등학교 (제주특별자치도 제주시 애월읍 일주서로 6768)
- 하귀농협하나로마트 (제주특별자치도 제주시 애월읍 일주서로 7136)
- 그라벨호텔제주 (제주특별자치도 제주시 일주서로 7316)
- 외도동주민센터 (제주특별자치도 제주시 일주서로 7350)
- 외도초등학교 (제주특별자치도 제주시 일주서로 7368)
- 제주서중학교 (제주특별자치도 제주시 일주서로 7811)
- 제주시산림조합 (제주특별자치도 제주시 일주서로 7815)